# Otto Warmbier
Otto Frederick Warmbier (født 12. december 1994, død 19. juni 2017) var en amerikansk universitetsstuderende, der blev fængslet i Nordkorea i 2016.
Warmbier havde rejst til Hongkong for at studere i udlandet, da han besluttede at besøge Nordkorea på en rundvisning i slutningen af december 2015. Den 2. januar 2016 blev Warmbier anholdt i Pyongyang Lufthavn, mens han afventede afgang fra Nordkorea. Han blev anklaget for at forsøge at stjæle en plakat fra hotellet, hvilket han blev dømt til 15 års fængsel med hårdt arbejde.
I juni 2017 blev han frigivet af Nordkorea i en vegetativ tilstand og døde kort efter på hospitalet i Cincinnati, Ohio i USA.
 Der er for få eller ingen kildehenvisninger i denne artikel, hvilket er et problem. Du kan hjælpe ved at angive troværdige kilder til de påstande, som fremføres i artiklen.